# Зарудянська сільська рада (Роменський район)
Зарудя́нська сільська́ ра́да — колишній орган місцевого самоврядування в Роменському районі Сумської області. Адміністративний центр — село Заруддя.

## Загальні відомості
- Населення ради: 571 особа (станом на 2001 рік)

## Населені пункти
Сільській раді були підпорядковані населені пункти:
- с. Заруддя
- с. Велике
- с. Мале
- с. Червоногвардійське

## Склад ради
Рада складалася з 12 депутатів та голови.
- Голова ради: Тимошенко Світлана Іванівна
- Секретар ради: Мошна Катерина Іларіонівна

### Керівний склад попередніх скликань
| Прізвище, ім'я, по батькові | Основні відомості                                                 | Дата обрання | Дата звільнення |
| --------------------------- | ----------------------------------------------------------------- | ------------ | --------------- |
| Тимошенко Світлана Іванівна | Сільський голова, 1960 року народження, освіта вища, позапартійна | 26.03.2006   | 31.10.2010      |
| Тимошенко Світлана Іванівна | Сільський голова, 1960 року народження, освіта вища, позапартійна | 31.10.2010   |                 |

Примітка: таблиця складена за даними сайту Верховної Ради України